# Monika Czypiruk
Monika Czypiruk est une ancienne joueuse de volley-ball polonaise née le 27 juillet 1982 à Rybnik. Elle mesure 1,85 m et jouait au poste de réceptionneuse-attaquante. 

## Clubs
| Club                   | De        | À         |
| ---------------------- | --------- | --------- |
| Sokół Chorzów          | 2001-2002 | 2008-2009 |
| Gwardia Wrocław        | 2009-2010 | 2011-2012 |
| BKS Stal Bielsko-Biała | 2012-2013 | 2013-2014 |